# River of Grass
Pour plus de détails, voir Fiche technique et Distribution.
River of Grass est un film américain réalisé par Kelly Reichardt, sorti en 1994.

## Synopsis
Cozy est une femme au foyer insatisfaite née à Miami ayant la trentaine et qui ne ressent aucun lien émotionnel avec ses enfants. Après s'être habillée pour aller dans un bar, elle est presque écrasée par une voiture conduite par un homme nommé Lee. À l'intérieur du bar, Lee paye un verre à Cozy. Il la convainc d'entrer par effraction dans la maison d'un ami où ils nagent dans une piscine et Lee montre à Cozy l'arme que lui a donnée un autre ami qui l'avait trouvée au bord de la route. Le propriétaire de la maison se montre soudain et Cozy tire sur lui avec l'arme. Croyant avoir tué l'homme, Cozy et Lee décident de fuir ensemble.

## Fiche technique
- Titre français : River of Grass
- Réalisation : Kelly Reichardt
- Scénario : Kelly Reichardt et Jesse Hartman
- Pays d'origine : États-Unis
- Format : couleur — 16 mm — mono
- Genre : drame
- Durée : 76 minutes
- Dates de sortie :
  - États-Unis : janvier 1994 (Festival du film de Sundance), 13 octobre 1995 (sortie nationale)
  - France : 4 septembre 2019

## Distribution
- Lisa Bowman : Cozy
- Larry Fessenden : Lee Ray Harold
- Dick Russell : Jimmy Ryder
- Michael Buscemi : Doug
- Santo Fazio : Det. ortiz
- Sheila Korsi : femme dépressive au bar
- Mitch Lewis : joueur de guitare au bar
- Steven Lezak : rôdeur du motel
- Greg Schroeder : Bobby

## Autour du film
Selon Kelly Reichardt, elle n'avait pas encore trouvé sa "voix" pour ce premier film, de par sa jeunesse et ce qu'elle considère comme des références superficielles, comme le réalisateur Paul Morrissey et son film Trash, ou encore les films La Balade sauvage et Les Moissons du Ciel de Terrence Malick.

## Éditions vidéo
River of Grass sort en combo Blu-ray/DVD chez Extralucid Films le 7 octobre 2020, avec en supplément avec la programmatrice du centre Pompidou.